# Unione Sportiva Pistoiese 1969-1970
Questa voce raccoglie le informazioni riguardanti l'Unione Sportiva Pistoiese nelle competizioni ufficiali della stagione 1969-1970.

## Rosa
| N. |                   | Ruolo | CalciatoreStefano |
| -- | ----------------- | ----- | ----------------- |
|    | Italia (bandiera) | D     | Pasquale Ancona   |
|    | Italia (bandiera) | A     | Giorgio Barbana   |
|    | Italia (bandiera) | C     | Giancarlo Barni   |
|    | Italia (bandiera) |       | Bergamo           |
|    | Italia (bandiera) |       | Bernardini        |
|    | Italia (bandiera) | C     | Sergio Berti      |
|    | Italia (bandiera) | P     | Alberto Bertucco  |
|    | Italia (bandiera) |       | Bianci            |
|    | Italia (bandiera) | D     | Remo Bicchierai   |
|    | Italia (bandiera) | A     | Roberto Bisio     |
|    | Italia (bandiera) | C     | Giovanni Breschi  |
|    | Italia (bandiera) | C     | Vittorio Carioli  |
|    | Italia (bandiera) | C     | Mauro Ciampi      |
|    | Italia (bandiera) | C     | Michele Castelli  |

| N. |                   | Ruolo | Calciatore          |
| -- | ----------------- | ----- | ------------------- |
|    | Italia (bandiera) | D     | Giovanni Cioncolini |
|    | Italia (bandiera) | C     | Franco Dal Maso     |
|    | Italia (bandiera) |       | Fanucchi            |
|    | Italia (bandiera) | D     | Roberto Ghislanzoni |
|    | Italia (bandiera) | P     | Claudio Garzelli    |
|    | Italia (bandiera) |       | Iseppi              |
|    | Italia (bandiera) |       | Livi                |
|    | Italia (bandiera) |       | Lombardi            |
|    | Italia (bandiera) | C     | Luigi Marcolongo    |
|    | Italia (bandiera) | C     | Paolo Migliorini    |
|    | Italia (bandiera) |       | Nerozzi             |
|    | Italia (bandiera) |       | Nuti                |
|    | Italia (bandiera) | C     | Leopoldo Pardini    |
|    | Italia (bandiera) | C     | Riccardo Vezzosi    |